# Nychiodes coloxaria
Nychiodes coloxaria là một loài bướm đêm trong họ Geometridae.